# Anacroneuria atrinota
Anacroneuria atrinota är en bäcksländeart som beskrevs av Jewett 1959. Anacroneuria atrinota ingår i släktet Anacroneuria och familjen jättebäcksländor. Inga underarter finns listade i Catalogue of Life.